# Ветрешти-Херастрау (Вранча)
Ветрешти-Херастрау (рум. Vetrești-Herăstrău) насеље је у Румунији у округу Вранча у општини Нисторешти. Oпштина се налази на надморској висини од 508 m.

## Становништво
Према подацима из 2002. године у насељу је живело 372 становника, од којих су сви румунске националности.